# Samsung GT-B7300 Omnia Lite
Samsung GT-B7300 Omnia Lite – telefon komórkowy serii Samsung Omnia.

## Funkcjonalność
- Aplikacje: Email, Microsoft Office, przeglądarki internetowe
- Sieci: GPRS, EDGE, HSDPA 3,6 Mbps, GSM, Wi-Fi, GPS
- Nawigacja: A-GPS
- Przeglądarki internetowe: Internet Explorer 6, Opera 9,5
- Dzwonki: i-Melody, SMAF, Midi (SMF), SP-Midi Polyphonic, WAV, WMA, MP3
- Odtwarzacze muzyki: Samsung Player, Windows Media Player 10
- Radio FM, RDS.